# Вахид Халилходжич
Вахид Халилходжич (на бошняшки: Vahid Halilhodžić) е бивш босненски футболист и настоящ треньор по футбол. В активната си спортна кариера е играл като нападател.

## Кариера

### Кариера като футболист

#### Клубна кариера
Започва футболната си кариера във Вележ Мостар. За десетте сезона, в които е част от тима на Мостар, Халилходжич отбелязва над 100 гола. През 1981 година се премества във Франция, ставайки част от отбора на Нант. За Нант играе общо 5 сезона, като на два пъти става голмайстор на френската Лига 1, а през 1983 става и шампион на Франция.

#### Национален отбор
Между 1976 и 1985 година изиграва 15 мача за югославския национален отбор, в които се разписва 8 пъти.

### Кариера като треньор
През 1990 г. започва да тренира родния си клуб – Вележ. От 1998 до 2005 г. работи във Франция, начело на Лил, Рен и Пари Сен Жермен.
През 2008 година става национален селекционер на Кот д'Ивоар. Успява да класира слоновете на световното първенство през 2010, но е уволнен поради слабото представяне на тима на Купата на африканските нации.
В рамките на кампания 2010/11 води Динамо Загреб.
На 22 юни 2011 година подписва договор като треньор на националния отбор на Алжир. На световното първенство през 2014 г. извежда отбора си до 1/8-финалите, където отпада от бъдещия световен шампион Германия. След края на първенството поема турския Трабзонспор за втори път в кариерата си, но е уволнен поради слаби резултати.
На 7 март 2015 г. наследява Хавиер Агире начело на Япония. Уволнен на 9 март 2018 .
Поема отбора на Нант за сезон 2018 – 2019. От 2019 е треньор на националния отбор на Мароко, води отбора на Купата на Африканските нации в Камерун през 2022 г

## Успехи

### Като футболист
Вележ Мостар
- Носител на Купата на Югославия (1): 1981

 Нант
- Шампион на Франция (1): 1982/83

### Като треньор
Раджа Казабланка
- Шампион на Мароко (2): 1996/97, 1997/98
- Победител в Шампионската лига в Африка (1): 1997

 Лил
- Шампион на втора френска дивизия (2): 1999/00

 Пари Сен Жермен
- Носител на Купата на Франция (1): 2004

 Динамо Загреб
- Шампион на Хърватия (1): 2010/11

 Алжир
- 1/8-финалист на световно първенство (1): 2014